# 웨스트버지니아주의 통계 지구

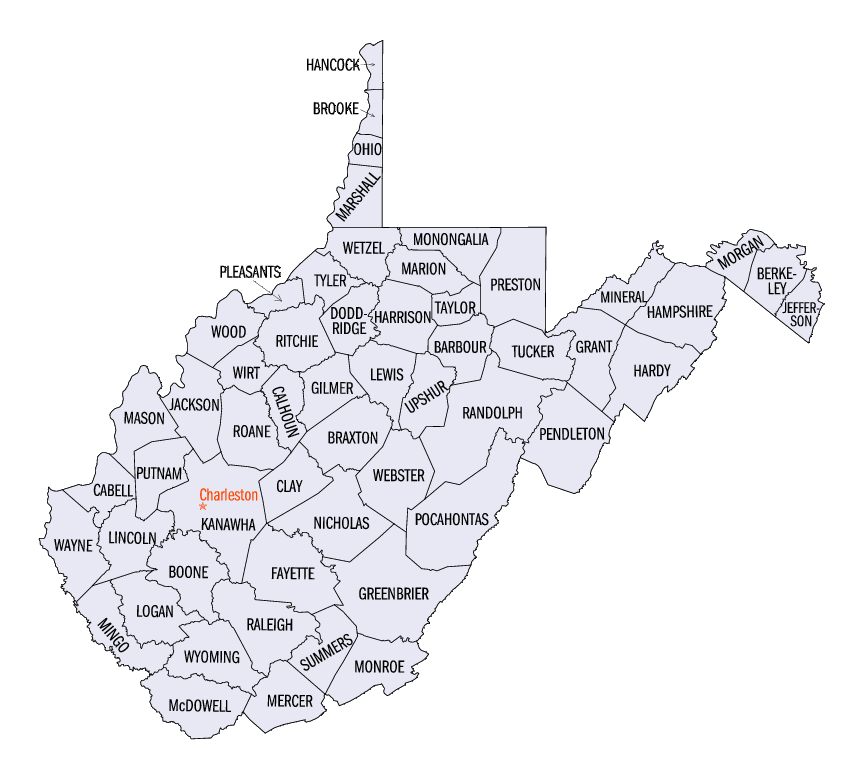
웨스트버지니아 주의 군들

웨스트버지니아의 주기

웨스트버지니아의 통계 지구(West Virginia Statistical Area)는 웨스트버지니아 주에 있는 통계 지구이다.

## 범례
| 범례      | 의미                                           |
| --------- | ---------------------------------------------- |
|           | 워싱턴 DC                                      |
|           | 펜실베이니아에 속하는 지역                     |
|           | 메릴랜드에 속하는 지역                         |
|           | 버지니아에 속하는 지역                         |
|           | 켄터키에 속하는 지역                           |
|           | 오하이오에 속하는 지역                         |
|           | 2개의 주 이상에 걸친 지역(웨스트버지니아 해당) |
| 초록 글씨 | 다른 주에 속하는 지역의 인구 수                |
| 파란 글씨 | 웨스트버지니아와 다른 주에 걸친 지역의 인구 수 |

## 배치도
| 복합 통계 지구                  | 인구              | 핵심 기반 통계 지구             | 인구             | 군             | 인구      |
| ------------------------------- | ----------------- | ------------------------------- | ---------------- | -------------- | --------- |
| 찰스턴-헌팅턴-애슐랜드 지구     | 776,694 503,406   | 헌팅턴-애슐랜드 지구            | 355,873 187,797  | 캐벌           | 91,945    |
| 찰스턴-헌팅턴-애슐랜드 지구     | 776,694 503,406   | 헌팅턴-애슐랜드 지구            | 355,873 187,797  | 로렌스         | 59,463    |
| 찰스턴-헌팅턴-애슐랜드 지구     | 776,694 503,406   | 헌팅턴-애슐랜드 지구            | 355,873 187,797  | 퍼트넘         | 56,450    |
| 찰스턴-헌팅턴-애슐랜드 지구     | 776,694 503,406   | 헌팅턴-애슐랜드 지구            | 355,873 187,797  | 보이드         | 46,718    |
| 찰스턴-헌팅턴-애슐랜드 지구     | 776,694 503,406   | 헌팅턴-애슐랜드 지구            | 355,873 187,797  | 웨인           | 39,402    |
| 찰스턴-헌팅턴-애슐랜드 지구     | 776,694 503,406   | 헌팅턴-애슐랜드 지구            | 355,873 187,797  | 그린업         | 35,098    |
| 찰스턴-헌팅턴-애슐랜드 지구     | 776,694 503,406   | 헌팅턴-애슐랜드 지구            | 355,873 187,797  | 카터           | 26,797    |
| 찰스턴-헌팅턴-애슐랜드 지구     | 776,694 503,406   | 찰스턴 지구                     | 257,074          | 캐너와         | 178,124   |
| 찰스턴-헌팅턴-애슐랜드 지구     | 776,694 503,406   | 찰스턴 지구                     | 257,074          | 잭슨           | 28,576    |
| 찰스턴-헌팅턴-애슐랜드 지구     | 776,694 503,406   | 찰스턴 지구                     | 257,074          | 분             | 21,457    |
| 찰스턴-헌팅턴-애슐랜드 지구     | 776,694 503,406   | 찰스턴 지구                     | 257,074          | 링컨           | 20,409    |
| 찰스턴-헌팅턴-애슐랜드 지구     | 776,694 503,406   | 찰스턴 지구                     | 257,074          | 클레이         | 8,508     |
| 찰스턴-헌팅턴-애슐랜드 지구     | 776,694 503,406   | 포츠머스 지구                   | 75,314           | 사이오터       | 75,314    |
| 찰스턴-헌팅턴-애슐랜드 지구     | 776,694 503,406   | 포인트플레전트 지구             | 56,414 26,516    | 갈유           | 29,898    |
| 찰스턴-헌팅턴-애슐랜드 지구     | 776,694 503,406   | 포인트플레전트 지구             | 56,414 26,516    | 메이슨         | 26,516    |
| 찰스턴-헌팅턴-애슐랜드 지구     | 776,694 503,406   | 마운트게이-섐록 지구            | 32,019           | 로건           | 32,019    |
| 워싱턴-볼티모어-알링턴 지구     | 9,814,928 217,376 | 워싱턴-알링턴-알렉산드리아 지구 | 6,280,487 57,146 | 페어팩스       | 1,147,532 |
| 워싱턴-볼티모어-알링턴 지구     | 9,814,928 217,376 | 워싱턴-알링턴-알렉산드리아 지구 | 6,280,487 57,146 | 몽고메리       | 1,050,688 |
| 워싱턴-볼티모어-알링턴 지구     | 9,814,928 217,376 | 워싱턴-알링턴-알렉산드리아 지구 | 6,280,487 57,146 | 프린스조지스   | 909,327   |
| 워싱턴-볼티모어-알링턴 지구     | 9,814,928 217,376 | 워싱턴-알링턴-알렉산드리아 지구 | 6,280,487 57,146 | 워싱턴 DC      | 705,749   |
| 워싱턴-볼티모어-알링턴 지구     | 9,814,928 217,376 | 워싱턴-알링턴-알렉산드리아 지구 | 6,280,487 57,146 | 프린스윌리엄   | 470,335   |
| 워싱턴-볼티모어-알링턴 지구     | 9,814,928 217,376 | 워싱턴-알링턴-알렉산드리아 지구 | 6,280,487 57,146 | 라우던         | 413,538   |
| 워싱턴-볼티모어-알링턴 지구     | 9,814,928 217,376 | 워싱턴-알링턴-알렉산드리아 지구 | 6,280,487 57,146 | 프레더릭       | 259,547   |
| 워싱턴-볼티모어-알링턴 지구     | 9,814,928 217,376 | 워싱턴-알링턴-알렉산드리아 지구 | 6,280,487 57,146 | 알링턴         | 236,842   |
| 워싱턴-볼티모어-알링턴 지구     | 9,814,928 217,376 | 워싱턴-알링턴-알렉산드리아 지구 | 6,280,487 57,146 | 찰스           | 163,257   |
| 워싱턴-볼티모어-알링턴 지구     | 9,814,928 217,376 | 워싱턴-알링턴-알렉산드리아 지구 | 6,280,487 57,146 | 알렉산드리아   | 159,428   |
| 워싱턴-볼티모어-알링턴 지구     | 9,814,928 217,376 | 워싱턴-알링턴-알렉산드리아 지구 | 6,280,487 57,146 | 스태퍼드       | 152,882   |
| 워싱턴-볼티모어-알링턴 지구     | 9,814,928 217,376 | 워싱턴-알링턴-알렉산드리아 지구 | 6,280,487 57,146 | 스포칠베이니아 | 136,215   |
| 워싱턴-볼티모어-알링턴 지구     | 9,814,928 217,376 | 워싱턴-알링턴-알렉산드리아 지구 | 6,280,487 57,146 | 캘버트         | 92,525    |
| 워싱턴-볼티모어-알링턴 지구     | 9,814,928 217,376 | 워싱턴-알링턴-알렉산드리아 지구 | 6,280,487 57,146 | 포키어         | 71,222    |
| 워싱턴-볼티모어-알링턴 지구     | 9,814,928 217,376 | 워싱턴-알링턴-알렉산드리아 지구 | 6,280,487 57,146 | 제퍼슨         | 57,146    |
| 워싱턴-볼티모어-알링턴 지구     | 9,814,928 217,376 | 워싱턴-알링턴-알렉산드리아 지구 | 6,280,487 57,146 | 컬페퍼         | 52,605    |
| 워싱턴-볼티모어-알링턴 지구     | 9,814,928 217,376 | 워싱턴-알링턴-알렉산드리아 지구 | 6,280,487 57,146 | 머내서스       | 41,085    |
| 워싱턴-볼티모어-알링턴 지구     | 9,814,928 217,376 | 워싱턴-알링턴-알렉산드리아 지구 | 6,280,487 57,146 | 워런           | 40,164    |
| 워싱턴-볼티모어-알링턴 지구     | 9,814,928 217,376 | 워싱턴-알링턴-알렉산드리아 지구 | 6,280,487 57,146 | 프레더릭스버그 | 29,036    |
| 워싱턴-볼티모어-알링턴 지구     | 9,814,928 217,376 | 워싱턴-알링턴-알렉산드리아 지구 | 6,280,487 57,146 | 페어팩스       | 24,019    |
| 워싱턴-볼티모어-알링턴 지구     | 9,814,928 217,376 | 워싱턴-알링턴-알렉산드리아 지구 | 6,280,487 57,146 | 머내서스 파크  | 17,478    |
| 워싱턴-볼티모어-알링턴 지구     | 9,814,928 217,376 | 워싱턴-알링턴-알렉산드리아 지구 | 6,280,487 57,146 | 클라크         | 14,619    |
| 워싱턴-볼티모어-알링턴 지구     | 9,814,928 217,376 | 워싱턴-알링턴-알렉산드리아 지구 | 6,280,487 57,146 | 펄스처치       | 14,617    |
| 워싱턴-볼티모어-알링턴 지구     | 9,814,928 217,376 | 워싱턴-알링턴-알렉산드리아 지구 | 6,280,487 57,146 | 매디슨         | 13,261    |
| 워싱턴-볼티모어-알링턴 지구     | 9,814,928 217,376 | 워싱턴-알링턴-알렉산드리아 지구 | 6,280,487 57,146 | 래퍼핸녹       | 7,370     |
| 워싱턴-볼티모어-알링턴 지구     | 9,814,928 217,376 | 볼티모어-컬럼비아-타우선 지구   | 2,800,053        | 볼티모어       | 827,370   |
| 워싱턴-볼티모어-알링턴 지구     | 9,814,928 217,376 | 볼티모어-컬럼비아-타우선 지구   | 2,800,053        | 볼티모어       | 593,490   |
| 워싱턴-볼티모어-알링턴 지구     | 9,814,928 217,376 | 볼티모어-컬럼비아-타우선 지구   | 2,800,053        | 앤어런델       | 579,234   |
| 워싱턴-볼티모어-알링턴 지구     | 9,814,928 217,376 | 볼티모어-컬럼비아-타우선 지구   | 2,800,053        | 하워드         | 325,690   |
| 워싱턴-볼티모어-알링턴 지구     | 9,814,928 217,376 | 볼티모어-컬럼비아-타우선 지구   | 2,800,053        | 하퍼드         | 255,441   |
| 워싱턴-볼티모어-알링턴 지구     | 9,814,928 217,376 | 볼티모어-컬럼비아-타우선 지구   | 2,800,053        | 캐럴           | 168,447   |
| 워싱턴-볼티모어-알링턴 지구     | 9,814,928 217,376 | 볼티모어-컬럼비아-타우선 지구   | 2,800,053        | 퀸앤스         | 50,381    |
| 워싱턴-볼티모어-알링턴 지구     | 9,814,928 217,376 | 헤이거스타운-마틴즈버그 지구    | 288,104 137,055  | 워싱턴         | 151,049   |
| 워싱턴-볼티모어-알링턴 지구     | 9,814,928 217,376 | 헤이거스타운-마틴즈버그 지구    | 288,104 137,055  | 버클리         | 119,171   |
| 워싱턴-볼티모어-알링턴 지구     | 9,814,928 217,376 | 헤이거스타운-마틴즈버그 지구    | 288,104 137,055  | 모건           | 17,884    |
| 워싱턴-볼티모어-알링턴 지구     | 9,814,928 217,376 | 체임버스버그-웨인스보로 지구    | 155,027          | 프랭클린       | 155,027   |
| 워싱턴-볼티모어-알링턴 지구     | 9,814,928 217,376 | 윈체스터 지구                   | 140,566 23,175   | 프레더릭       | 89,313    |
| 워싱턴-볼티모어-알링턴 지구     | 9,814,928 217,376 | 윈체스터 지구                   | 140,566 23,175   | 윈체스터       | 28,078    |
| 워싱턴-볼티모어-알링턴 지구     | 9,814,928 217,376 | 윈체스터 지구                   | 140,566 23,175   | 햄프셔         | 23,175    |
| 워싱턴-볼티모어-알링턴 지구     | 9,814,928 217,376 | 캘리포니아-렉싱턴파크 지구      | 113,510          | 세인트메리스   | 113,510   |
| 워싱턴-볼티모어-알링턴 지구     | 9,814,928 217,376 | 이스턴 지구                     | 37,181           | 탤벗           | 36,968    |
| 모건타운-페어몬트 지구          | 195,116           | 모건타운 지구                   | 139,044          | 모넌갈리아     | 105,612   |
| 모건타운-페어몬트 지구          | 195,116           | 모건타운 지구                   | 139,044          | 프레스턴       | 33,432    |
| 모건타운-페어몬트 지구          | 195,116           | 페어몬트 지구                   | 56,072           | 매리언         | 56,072    |
| 파커스버그-매리에타-비엔나 지구 | 149,250 89,339    | 파커스버그-비엔나 지구          | 89,339           | 우드           | 83,518    |
| 파커스버그-매리에타-비엔나 지구 | 149,250 89,339    | 파커스버그-비엔나 지구          | 89,339           | 워트           | 5,821     |
| 파커스버그-매리에타-비엔나 지구 | 149,250 89,339    | 매리에타 지구                   | 59,911           | 워싱턴         | 59,911    |
| 피츠버그-뉴캐슬-위어톤 지구     | 2,603,259 50,749  | 피츠버그 지구                   | 2,317,600        | 앨러게니       | 1,216,045 |
| 피츠버그-뉴캐슬-위어톤 지구     | 2,603,259 50,749  | 피츠버그 지구                   | 2,317,600        | 웨스트모얼랜드 | 348,899   |
| 피츠버그-뉴캐슬-위어톤 지구     | 2,603,259 50,749  | 피츠버그 지구                   | 2,317,600        | 워싱턴         | 206,865   |
| 피츠버그-뉴캐슬-위어톤 지구     | 2,603,259 50,749  | 피츠버그 지구                   | 2,317,600        | 버틀러         | 187,853   |
| 피츠버그-뉴캐슬-위어톤 지구     | 2,603,259 50,749  | 피츠버그 지구                   | 2,317,600        | 비버           | 163,929   |
| 피츠버그-뉴캐슬-위어톤 지구     | 2,603,259 50,749  | 피츠버그 지구                   | 2,317,600        | 페이엣         | 129,274   |
| 피츠버그-뉴캐슬-위어톤 지구     | 2,603,259 50,749  | 피츠버그 지구                   | 2,317,600        | 암스트롱       | 64,735    |
| 피츠버그-뉴캐슬-위어톤 지구     | 2,603,259 50,749  | 위어톤-스튜번빌 지구            | 116,074 50,749   | 제퍼슨         | 65,325    |
| 피츠버그-뉴캐슬-위어톤 지구     | 2,603,259 50,749  | 위어톤-스튜번빌 지구            | 116,074 50,749   | 핸콕           | 28,810    |
| 피츠버그-뉴캐슬-위어톤 지구     | 2,603,259 50,749  | 위어톤-스튜번빌 지구            | 116,074 50,749   | 브룩           | 21,939    |
| 피츠버그-뉴캐슬-위어톤 지구     | 2,603,259 50,749  | 뉴캐슬 지구                     | 85,512           | 로렌스         | 85,512    |
| 피츠버그-뉴캐슬-위어톤 지구     | 2,603,259 50,749  | 인디애나 지구                   | 84,073           | 인디애나       | 84,073    |
| 없음                            | 없음              | 베클리 지구                     | 115,767          | 롤리           | 73,361    |
| 없음                            | 없음              | 베클리 지구                     | 115,767          | 페이엣         | 42,406    |
| 없음                            | 없음              | 클라크스버그 지구               | 92,399           | 해리슨         | 67,256    |
| 없음                            | 없음              | 클라크스버그 지구               | 92,399           | 테일러         | 16,695    |
| 없음                            | 없음              | 클라크스버그 지구               | 92,399           | 도드리지       | 8,448     |
| 없음                            | 없음              | 휠링 지구                       | 138,948 71,942   | 벨몬트         | 67,006    |
| 없음                            | 없음              | 휠링 지구                       | 138,948 71,942   | 오하이오       | 41,411    |
| 없음                            | 없음              | 휠링 지구                       | 138,948 71,942   | 마셜           | 30,531    |
| 없음                            | 없음              | 블루필드 지구                   | 105,633 46,875   | 머서           | 58,758    |
| 없음                            | 없음              | 블루필드 지구                   | 105,633 46,875   | 테이즈웰       | 40,595    |
| 없음                            | 없음              | 블루필드 지구                   | 105,633 46,875   | 블랜드         | 6,280     |
| 없음                            | 없음              | 엘킨스 지구                     | 28,695           | 랜돌프         | 28,695    |
| 없음                            | 없음              | 컴벌랜드 지구                   | 97,284 26,868    | 앨러게이니     | 70,416    |
| 없음                            | 없음              | 컴벌랜드 지구                   | 97,284 26,868    | 미네랄         | 26,868    |
| 없음                            | 없음              | 없음                            | 없음             | 그린브리어     | 34,662    |
| 없음                            | 없음              | 없음                            | 없음             | 니콜라스       | 24,496    |
| 없음                            | 없음              | 없음                            | 없음             | 업셔           | 24,176    |
| 없음                            | 없음              | 없음                            | 없음             | 밍고           | 23,424    |
| 없음                            | 없음              | 없음                            | 없음             | 와이오밍       | 20,394    |
| 없음                            | 없음              | 없음                            | 없음             | 맥도웰         | 17,624    |
| 없음                            | 없음              | 없음                            | 없음             | 바버           | 16,441    |
| 없음                            | 없음              | 없음                            | 없음             | 루이스         | 15,907    |
| 없음                            | 없음              | 없음                            | 없음             | 웨츨           | 15,065    |
| 없음                            | 없음              | 없음                            | 없음             | 브랙스턴       | 13,957    |
| 없음                            | 없음              | 없음                            | 없음             | 하디           | 13,776    |
| 없음                            | 없음              | 없음                            | 없음             | 로언           | 13,688    |
| 없음                            | 없음              | 없음                            | 없음             | 먼로           | 13,275    |
| 없음                            | 없음              | 없음                            | 없음             | 서머스         | 12,573    |
| 없음                            | 없음              | 없음                            | 없음             | 그랜트         | 11,568    |
| 없음                            | 없음              | 없음                            | 없음             | 리치           | 9,554     |
| 없음                            | 없음              | 없음                            | 없음             | 타일러         | 8,591     |
| 없음                            | 없음              | 없음                            | 없음             | 포카혼타스     | 8,247     |
| 없음                            | 없음              | 없음                            | 없음             | 웹스터         | 8,114     |
| 없음                            | 없음              | 없음                            | 없음             | 길머           | 7,823     |
| 없음                            | 없음              | 없음                            | 없음             | 플레전츠       | 7,460     |
| 없음                            | 없음              | 없음                            | 없음             | 캘훈           | 7,109     |
| 없음                            | 없음              | 없음                            | 없음             | 펜들턴         | 6,969     |
| 없음                            | 없음              | 없음                            | 없음             | 터커           | 6,839     |
| 웨스트버지니아                  | 웨스트버지니아    | 웨스트버지니아                  | 웨스트버지니아   | 웨스트버지니아 | 1,792,147 |

## 참고
- 인구 수는 2019년 기준이며 단위는 '명'이다.
- 캐너와군은 웨스트버지니아주 행정 기관들이 있는 찰스턴이 있기 때문에 굵은 글씨로 표기했다.

## 같이 보기
- 대도시 통계 지구